# Mat distrikt
Matis distrikt (albanska: Rrethi i Matit) var ett av Albaniens 36 distrikt. Det hade ett invånarantal på 68 623 och en area på 1 029 km². Det var beläget i norra Albanien, och dess centralort var Burreli. Andra städer i distriktet var Klosi, Krasta och Ulza.